# Telealarma
La telealarma és un sistema d'alarma a distància format per un dispositiu electrònic automàtic que emet un senyal d'avís que es rep en un centre de control, al qual està directament connectat.
Serveix per ajudar persones que es troben en una situació de risc social o de risc de salut, que els permet estar connectades permanentment amb una central receptora d'alarmes. Des de la central, professionals atenen la consulta i activen, si cal, el recurs més adient a la situació: localitzar els familiars o persones de contacte, desplaçar al domicili de la persona usuària una unitat mòbil, activar altres serveis d'urgència (061, bombers, guàrdia urbana…). Aquest servei té l'avantatge que permet perllongar l'estada del beneficiari als seu domicili a un cost menor que les cures o la vigillància en una residència o hospital.
Generalment són transmissors portàtils dissenyats per ser col·locats al voltant del coll o del canell, o per ser pinçat a la roba. Alguns models ofereixen mètodes addicionals per fixar l'alarma, com ara un botó en la mateixa unitat d'alarma, botons a la paret o cordills que es poden estirar. Al centre de control, apareixen automàticament les dades de la persona que ha accionat l'alarma. L'operador pot tractar de parlar amb aquesta persona, principalment mitjançant un canal d'intercomunicació i segons les necessitats o si no obté resposta enviar una persona que realitzi una visita.

## Telealarma a Espanya
El programa de teleassistència es fa a partir del conveni entre l'IMSERSO i la FEMP de 20 d'abril de 1993. A aquest acord s'adhereixen les corporacions locals mitjançant convenis específics. L'interessat ha de sol·licitar a l'ajuntament del municipi on resideix, si aquest ha suscrit un conveni d'aquests.
A Catalunya, a més de l'aparell d'alarma, cada usuari té assignat un voluntari que el visita de manera regular i atén les seves necessitats i sobretot, li fa companyia. La seva normativa és regulada per decret.